# Cobanus
Cobanus là một chi nhện trong họ Salticidae.